# (9961) 1991 XK
(9961) 1991 XK (1991 XK, 1976 JT, 1989 BP) — астероїд головного поясу, відкритий 4 грудня 1991 року.
Тіссеранів параметр щодо Юпітера — 3,622.